# Annesorhiza nuda
Annesorhiza nuda là một loài thực vật có hoa trong họ Hoa tán. Loài này được (Aiton) B.L.Burtt mô tả khoa học đầu tiên năm 1991.